# Акант (архітектура)
Акант (аканф) (ведмежа лапа) — стилізоване декоративне зображення зубчатих листків рослини аканта, що вживалося у різноманітних орнаментальних композиціях, у побудові корінфських капітелей, модульйонів, акротерів, фризів, карнизів тощо.

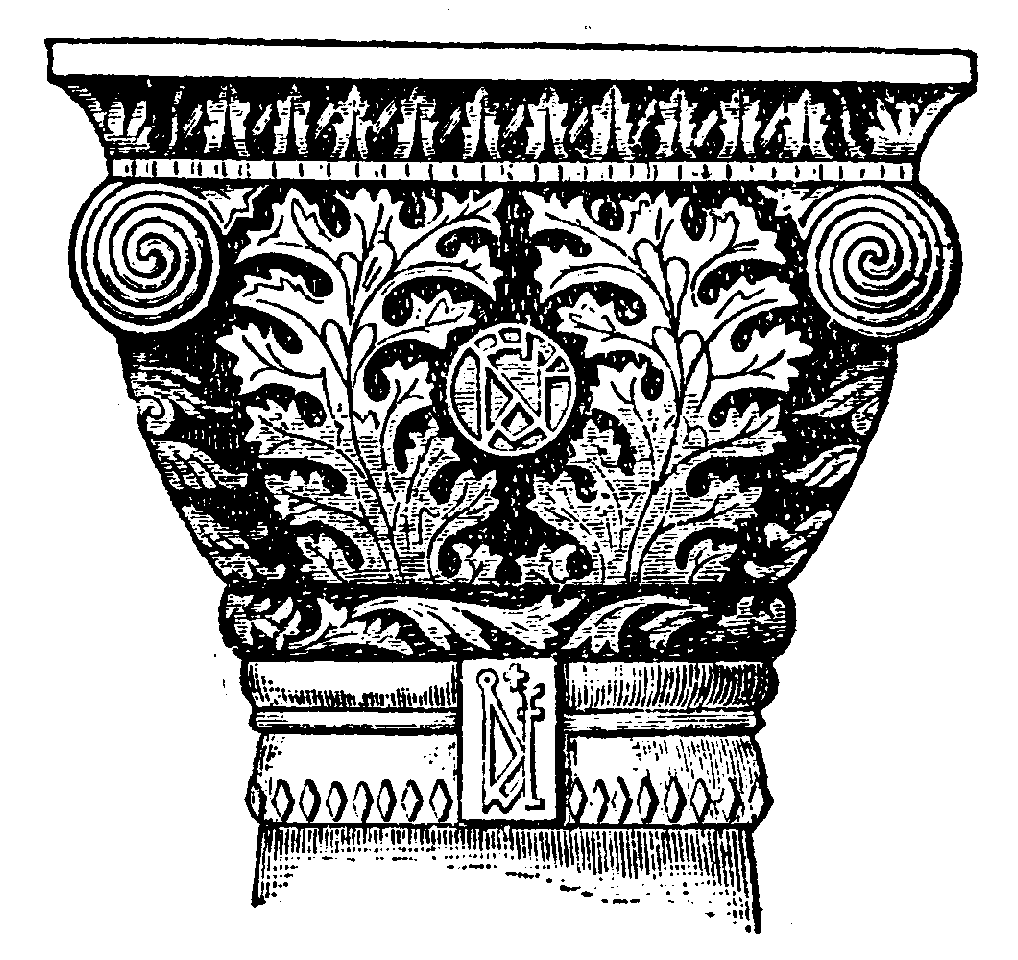

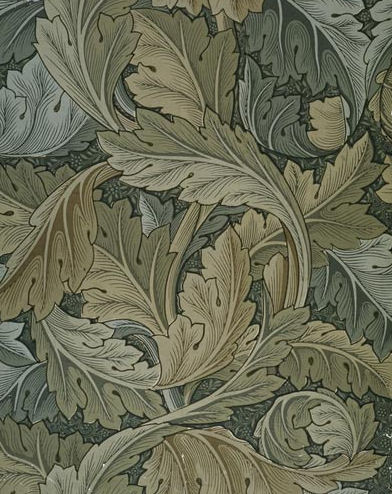
Малюнок Вільяма Морріса

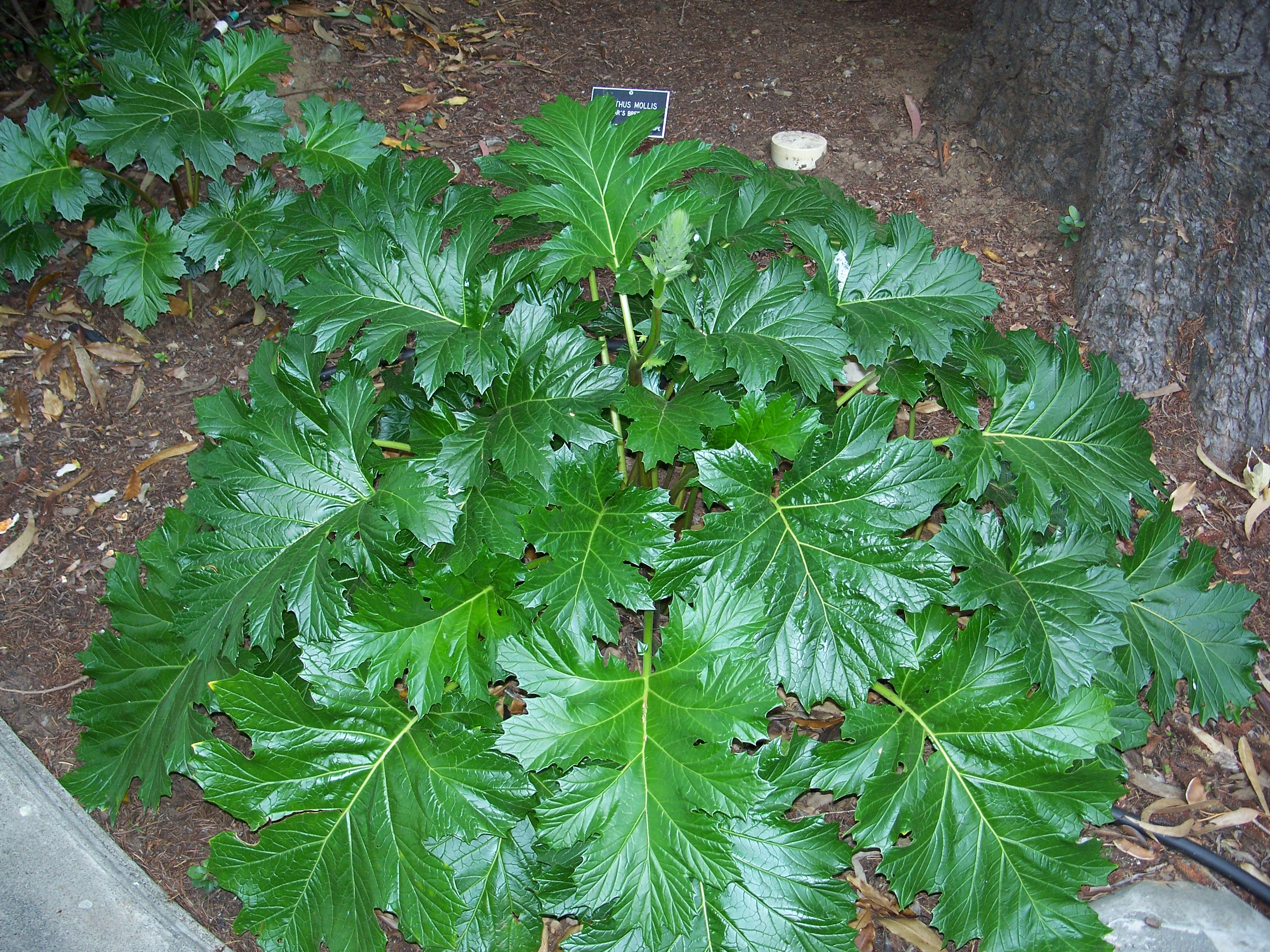
Природне листя аканта

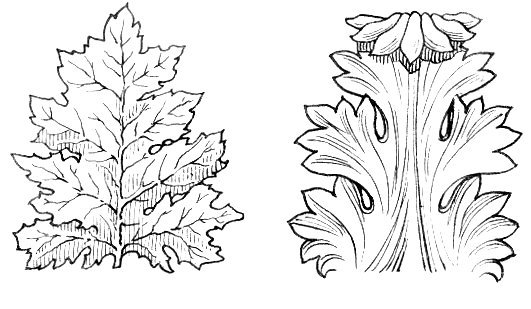
Лист аканта (ліворуч) і деталь капітелі коринфського ордера у вигляді листа аканта

В Стародавній Греції аканти зображали з вузькими гострими лопатями, у Римі — ввігнутими у перетині, м'якими й тупими, що давали багату світлотінь (Acanthus mollis — ведмежа лапа). У європейському середньовіччі акант асоціювався з терновим вінцем — символом страждань Христа і символізував життя, біль та співчуття до ближнього, внаслідок чого відзначався динамічністю побудови й натуралістичністю зображення.
Широко застосовувався також в архітектурі ренесансу, бароко і класицизму, де теж мав характерні ознаки.